# 3-тя дивізія Добровольчої армії
Офіцерська стрілецька дивізія генерала Дроздлвського — військова частина сформована в Добровільній армії на початку червня 1918 року як 3-тя дивізія, що складалася з походників.
Дроздівська дивізія протягом усієї Громадянської війни на російському півдні була найнадійнішою і найбоєздатнішою частиною Добровольчої армії генерала Денікіна та Російської армії генерала Врангеля. Відрізнялася високою організацією, дисциплінованістю, високим військовим духом та стійкістю у найважчих боях. Дивізія брала участь у 2-му Кубанському поході 9/10 (22/23 старий стиль) червня — 7 (20 старий стиль) листопада 1918 Добровольчої армії з метою звільнення від більшовиків Кубанської області, Чорномор'я та Північного Кавказу .
«Малинова» дивізіябула спрямована на найскладніші ділянки фронтів, відзначалася крайньою завзятістю в боях, брала відступ лише в крайньому випадку і тому зазнала важких втрат .
Дроздівські частини належали до привілейованих «кольорових», що знаходились на білому Півдні, це були офіцери і нижні чини носили відмінні малинові кашкети з білим околишем і малинові з білою галявиною погони з жовтою літерою «Д» .

## Історія

### У Добровольчій армії

#### Формування дивізії
3-я дивізія формувалася у складі :
- 2-й офіцерський стрілецький полк,
- 2-й офіцерський кінний полк,
- 3-я інженерна рота,
- 3-я окрема легка батарея,
- Кінно-гірська батарея,
- Гаубічна батарея.

З початком травня 1918 року в Новочеркаську зі « Стрілкового полку» Загону полковника М. Г. Дроздовського було сформовано Офіцерський полк. Після воз'єднання Загону з Добровольчою армією, Офіцерський полк отримав найменування 2-го офіцерського стрілецького полку та увійшов до складу 3-ї дивізії Добровольчої армії. Командиром Офіцерського полку а потім 2-го офіцерського стрілецького полку був полковник М. А. Жебрак-Русакевич (22 квітня — 23 червня 1918) . Командир батальйону 2-го офіцерського стрілецького полку полковник В. К. Вітковський . Полковим стягом 2-го офіцерського стрілецького полку був затверджений бойовий прапор, що мав назву знаменний Андріївський прапор — 1-го Морського полку Окремої Балтійської морської дивізії 6-ї армії Румунського фронту, який принесла з собою приєднана офіцерська рота морської дивізії.
5 березня 1918 року з офіцерів-добровольців Б. А. Гаєвський сформував «Кінний дивізіон», що перебував у складі 1-ї Окремої бригади російських добровольців. Брав участь у поході Ясси — Дон у складі Загону полковника М. Г. Дроздовського. 29 квітня 1918 року Кінний дивізіон переформований у «Кінний полк». Після возз'єднання Загону з Добровольчою армією з 31 травня Кінний полк отримав назву 2-й офіцерський кінний полк. Укомплектований був переважно офіцерами та учнями молоддю. З червня 1918 входив до складу 3-ї дивізії Добровольчої армії.
У грудні 1917 року на Румунському фронті в Яссах сформовано «Кінно-гірську батарею» у складі 1-ї Окремої бригади російських добровольців. Перша військова частина загону полковника М. Г. Дроздовського. Брала участь у поході Ясси — Дон у складі Загону полковника М. Г. Дроздовського . Після возз'єднання Загону з Добровольчою армією війшла до складу 3-ї дивізії Добровільної армії.
22 червня 1918 року зі взводу Загону полковника М. Г. Дроздовського в Добровольчій армії було сформовано Гаубичну батарею, яка увійшла до складу 3-ї дивізії Добровольчої армії. Командиром якої був А. К. Медведєв .
У Галліполі «дрозди»-артилеристи видавали машинописну газету «Веселі бомби».
11 листопада 1918 року для підсилення бойової сили до складу дивізії були введені бійці 1-го та 2-го стрілецьких полків розформованої 4-ї дивізії Добровольчої армії .
З 27 грудня 1918 року вона входила до складу Кримсько-Азовського корпусу, та в дивізію як посилення входили :
- Корнілівський полк
- Олексіївський полк
- Категорія: Дроздівці

#### Участь у бойових діях
23 червня за новим стилем Добровольча армія, що налічувала понад 9000 осіб перейшла у наступ. Політична програма Головнокомандувача армії А. І. Денікіна викладалася в «Декларації Добровольчої армії». Бойові дії були розпочаті нестандартним маневром. Перший удар було завдано не на південь у Кубанську область, а на схід. Усі сили Добрармії атакували вузлову залізничну станцію Торгова (нині місто Сальськ). Із заходу атакувала 3-я дивізія (начальник дивізії полковник М. Г. Дроздовський). Під прикриттям вогню єдиної зброї, що било прямим наведенням на картеч, дивізія форсувала річку Єгорлик, з півдня 2-а дивізія, начальник дивізії генерал А. А. Боровський, атакувала Торгову, зі сходу атакувала 1-а кінна дивізія, начальник дивізії генерала І. Г. Ерделі . Білі війська змушували червоних до відступу північ. І вони відступили у потрібному напрямку, покинувши артилерію та величезні обози. Захопленням ст. Торговий головком А. Денікін перерізав залізницю (Царицин — Катеринодар) основну залізничну магістраль, що пов'язувала Кубань з Центральною Росією. На станції Торгової дивізії Добровольчої армії забезпечили себе трофейними боєприпасами .
Першими перемогами Добровольча армія зробила повну очистку своїх тилів для майбутніх операцій, дезорієнтувала супротивника, позначивши рух на Царицин, вся система оборони у Сальських степах виявилася зруйнованою. Червона група військ поділялася на три частини: близько 7000 чоловік під командуванням Шевкопляса відійшли до Царицина, 5000 загони Колпакова і Булаткіна втекли в Ставропольську губернію.
Дивізія, відзначалася завзятістю в боях вона вдавалася до відступу цілком виняткових ситуаціях, спрямовувала свою діяльність на найскладніші ділянки фронтів і тому зазнавала особливо важких людських втрат . Тому, у липні 1918 року під час жорстоких боїв під Катеринодаром, дивізія «дроздів» за 10 днів втратила 30 % військового складу. З 16 серпня 1918 — за місяць боїв — 1800 осіб, більше 75 % свого складу .
Від станиці Великокняжої Головком О. Денікін розгорнув Добровольчу армію і кинувся в Кубанську область . Війська рухалися прискореним маршем, піхоту посадили на вози, попереду залізницею йшов саморобний бронепоїзд. Великі сили червоних військ виявилися в Піщанокопській.
Війська червоних. що перебували біля станції Піщанокопської очолював командир 3-ї колони військ Червоної армії Північного Кавказу І. Ф. Федько . У його розпорядженні була група штабних командирів та підрозділ 1-го Чорноморського полку (командир полку також І. Ф. Федько) та сформований у селі Піщанокопське великий радянський загін самооборони. І. Ф. Федько розумів, що оборона села слабка, що погано навчені селяни, що розташовуються навколо села в окопчиках, білогвардійців не стримають, але завдання командирам була колишня — не допустити ворога до залізниці, тому що станція знаходилася на стратегічно важливій залізничній гілці. Тихорецька — Царіцин". І. Калніна рухалися до Піщанокопської Тимашевський, Єйський, Ахтарський та Старомінський полки .
Вночі на 19 червня за новим стилем на станцію Піщанокопську прибув із Тихорецького Кавказького відділу, що знаходився Кубанської області радянський Тимашевський полк під командуванням М. П. П. Ковальова . І. Ф. Федько наказав командиру полку зайняти оборону біля залізничної станції Розвільної і будь-що утримати її. Полк пішов на Розвільну, але незабаром стало відомо, що Ейський полк під командуванням І. Л. Хижняка вже відбив її у білих . Зазнавши невдачі у Розвільної, Главком А. І. Денікін створив сильну групу, що складалася з піхоти та кінноти та повів наступ у напрямку Піщанокопської.
Війська Добрармії атакували червоні війська. Почався фронтальний бій. Білогвардійцям вдалося збити з позицій загони самооборони та опанувати Піщанокопську . З поверненням Тимашевського полку І. Ф. Федько вирішив вибити денікінців із села. Розвідка захопила полонених: двох офіцерів та юнкера. Вони розповіли, що Піщанокопську займають офіцерські полки 3-ї дивізії полковника М. Г. Дроздовського та 2-ї дивізії генерала А. А. Боровського. На світанку 20 червня радянський Тимашевський полк М. П. Ковальова атакував село.
Опівдні до білогвардійців, що відступали, підійшло підкріплення: 1-а кінна дивізія генерала І. Г. Ерделі . Піхотинці оговталися від нічного потрясіння і разом із кіннотою перейшли у контрнаступ. Канонада почала переміщатися у бік Піщанокопської. Завзято билися обидві сторони. . 2-а дивізія А. А. Боровського та 3-я дивізія М. Г. Дроздовського двічі вдиралися на околиці і двічі вибивалися назад . Головком А. І. Денікін посилив війська, що наступали саморобним бронепоїздом, що прибули зі станції Торгової, білогвардійці почали тіснити червоноармійців. Ближче до вечора Добровольці стали оточувати станцію Піщанокопська, але червоні війська під командуванням І. Ф. Федько залишили позиції і розпочали відступ до станції Біла Глина .

### У складі ВРЮР
З 15 травня 1919 року 3-я дивізія увійшла до складу 1-го армійського корпусу, що мала статус головної ударної сили Добровольчої армії протягом усієї Громадянської війни.
5 жовтня 1919 року дивізія налічувала 5945 багнетів бойового складу мала при собі 142 кулемети і складалася з наступних підрозділів:
- 1-й Дроздівський полк
- 2-й Дроздівський полк
- 3-й Дроздівський полк
- Самурський полк
- Запасний батальйон (850 багнетів та 4 кулемети)
- 3-я артилерійська бригада
- 3-й запасний артилерійський дивізіон
- 3-я інженерна рота

14 (27) жовтня 1919 року 3-я піхотна дивізія перетворилась на іменну «кольорову» Дроздівську дивізію, яка сформувалася на базі вже створеної 30 липня Офіцерської стрілецької піхотної дивізії генерала Дроздовського.
У жовтні 1919 року Офіцерська стрілецька дивізія генерала Дроздовського налічувала понад 3000 багнетів і 500 шабель, це трішки перевищувало склад полку Російської Імператорської армії за багнетами, і половину полку — по шаблях.

### У російській армії
З квітня 1920 року дивізія мала таку назву: Стрілецька дивізія генерала Дроздовського . Входила до 1-го армійського корпусу Російської Армії генерала Врангеля . Брала невідривну участь у боях, що відбувались у межах Північної Таврії . На 4 вересня 1920 року арміяскладалася з наступних підрозділів:
- 1-й Стрілецький генерала Дроздовського полк
- 2-й Стрілковий генерала Дроздовського полк
- 3-й Стрілковий генерал Дроздовський полк
- 4-й Стрілковий генерала Дроздовського полк
- Окремий кінний генерал Дроздовського дивізіон
- Дроздівська артилерійська бригада
- Дроздівська інженерна рота

Організовані відступи до Криму дроздівських частин відбулись наприкінці жовтня 1920 року дроздовські частини зберегли боєздатність і нараховувала у своїх рядах 3260 багнетів і шабель .
Наприкінці жовтня 1920 року під час оборони Перекопа проти сил червоних, «дрозди» зайняли передові позиції на оборонних рубежах Російської армії генерала Врангеля : 1-й і 4-й полки захищали Перекопський  вал, а 2-й і 3-й полки — райони Литовського півострова .

### Після евакуації

#### Дроздовський стрілецький полк

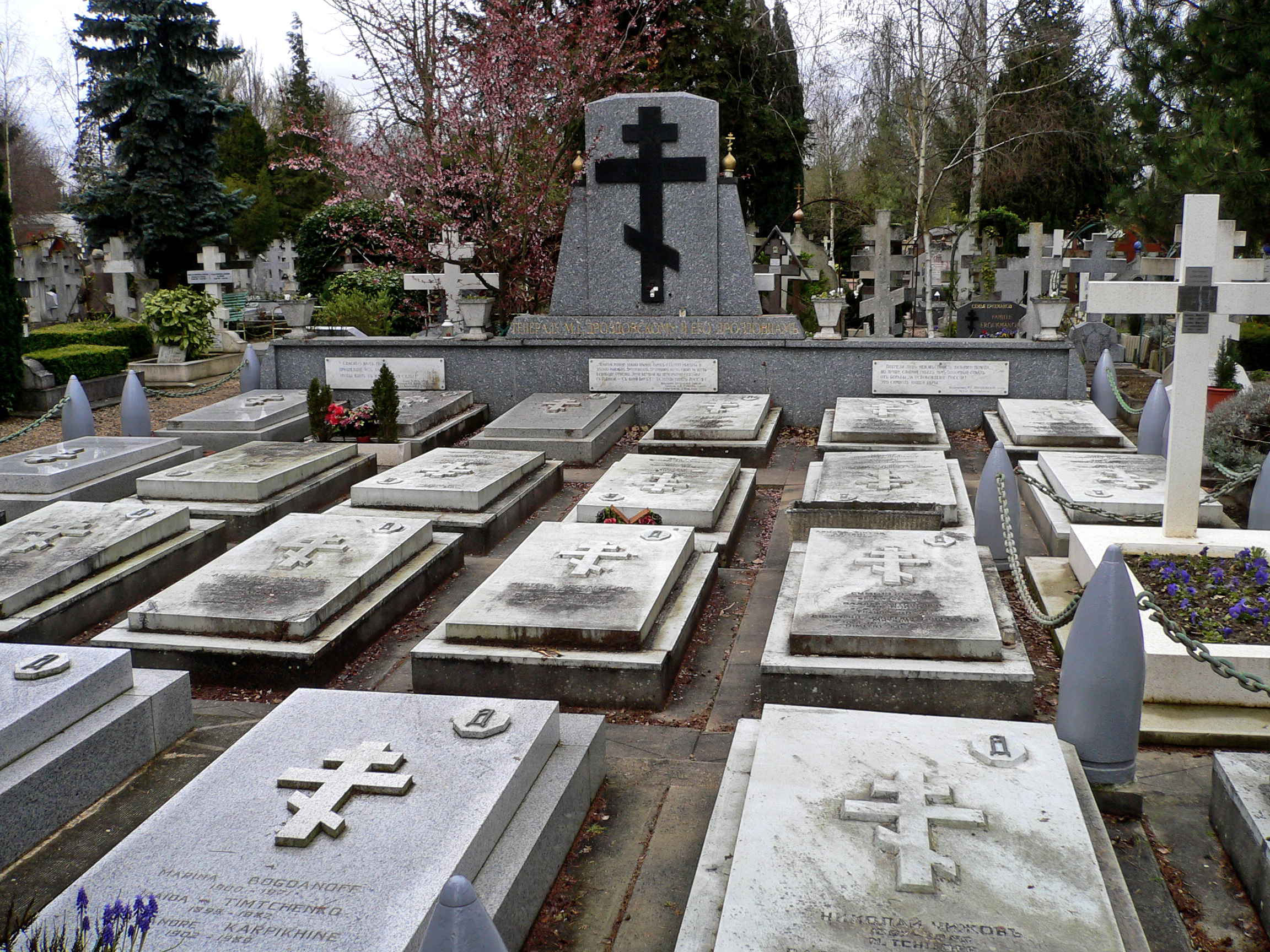
Дроздівці на цвинтарі Сент-Женев'єв-де-Буа, 2008

Частини Дроздівської дивізії було відведено до полку після евакуації Російської Армії з Криму в 1920 році . До цього полку входили всі полки та кінний дивізіон Дроздівської дивізії. Офіційна назва полку — Зведено-стрілецький подк генерала Дроздовського . Він складався з трьох батальйонів 1-й та 2-й стрілецькі та офіцерські батальйони. Полк був розформований у 1922 році в Болгарії . Незважаючи на це, з 1924 року почали вже формуватися дроздівські полкові об'єднання, до яких згодом стали входити і нащадки чинів колишньої Дроздівської дивізії. Взагалі, опинившись на еміграції, «дрозди» зберегли свою згуртованість і колективізм із військовим товариством протягом десятиліть .
Після реорганізації армії в РОВС до 1930-х років полк представляв собою кадровану військову частину — незважаючи на розпилення його чинів по різних країнах і навіть континентах. Восени 1925 року стрілецький полк складався з приблизно з 1092 осіб, серед яких було 753 офіцерів. Командиром полку був генерал-майор О. В. Туркул, Начальником французької групи «дроздів» — полковник Д. Н. Рухлін, кінного дивізіону — полковник Д. А. Силкін.

#### Дроздівський артилерійський дивізіон
Після евакуації Російської армії в Галліполі з Дроздівської артилерійської бригади було сформовано Дроздівський артилерійський дивізіон. Дроздівський стрілецький полк, був кадрованою військовою частиною без матеріальної частини. Восени 1925 року налічував 391 особу, з них 263 офіцери.
Під час Громадянської війни Дроздівська дивізія витримала 650 боїв, втративши були преголомшивими 15 000 людей убитих та 35 000 поранених. Санітарні втрати і розстріляні ворогом полонені дроздівці, які не враховані в цих даних, ще збільшують втрати «дроздів» .
Командував дивізіоном генерал-майор М. Н. Повзиков. Начальником групи у Франції був полковник А. А. Шеін, у Болгарії — полковник І. К. Кілач .

## Бойові втрати дивізії
Під час десанту на Хорли дивізія зазнала значних втрат 575 осіб, а в бою біля Андребурга, що відбувся 14 серпня 1920 року втратила 100 осіб .

## Начальники дивізії
- Начальники дивізії:
  - полковник (генерал-майор) М. Г. Дроздовський (червень — 31 жовтня 1918)[1]
  - генерал-лейтенант В. З. Май-Маєвський (врід 31 жовтня-19 листопада 1918)[1]
  - генерал-лейтенант В. З. Май-Маєвський (19 листопада 1918 — січень 1919)[1]
  - генерал-майор О. Ст. Асташев (нетривалий час у січні; не прийнятий особовим складом дивізії  [Архівовано 24 вересня 2015 у Wayback Machine.])[14]
  - генерал-майор В. К. Вітковський (з січня 1919)[1]

- Начальники штабу дивізії:
  - полковник Дмитро Леонідович (Леонтійович) Чайковський (6 вересня — 8 жовтня 1918)[1]
  - полковник Григорій Кирилович Єрофєєв (з 19 листопада 1918)[1]
  - полковник Н. А. Коренєв (6 грудня 1918 — 28 квітня 1919)[1]
  - полковник Б. А. Штейфон (весна 1919)[1]
  - полковник Ф. е.. Бредов

- Начальники артилерії дивізії:
  - генерал-майор В. Ф. Кірей (до 8 листопада 1918)[1]
  - полковник В. А. Мальцов (з 11 листопада 1918)[1]

## Інші командири
- Командири бригад:
  - генерал-майор Смирнов (до 22 листопада 1918)[1]
  - полковник В. К. Вітковський (з 24 листопада 1918; з січня 1919 начальник 3-ї дивізії)[1]
  - генерал-майор Н. Н. Ходаковський (до 21 березня 1919)[1]
  - генерал-майор К. А. Кельнер (з вересня 1919